# Avril 1819

## Événements
- Italie : le général Guglielmo Pepe, membre des Carbonari, arme les propriétaires de la province d’Avellino et de Foggia contre les brigands[1].

- 22 avril : 
  - échec du siège de Grahamstown[2]. Fin de la cinquième guerre cafre.
  - Traité entre Raffles et le sultan Jauhar[3]. Le gouvernement britannique acquiert le privilège exclusif du commerce avec le sultanat d’Aceh.

## Naissances
- 9 avril : Annibale De Gasparis (mort en 1892), astronome et mathématicien italien.
- 19 avril : Aimé Laussedat (mort en 1907), scientifique français.
- 30 avril : Auguste Dumon, militaire, financier et homme politique belge († 20 septembre 1892).

## Décès
- 20 avril : Caspar Royko, théologien catholique autrichien (° 1744)